# Eschborn-Frankfurt 2019
L'Eschborn-Frankfurt 2019 fou la 57a edició de l'Eschborn-Frankfurt. Es disputà l'1 de maig de 2019 sobre un recorregut de 187,5 km. La cursa formava part de l'UCI World Tour
El vencedor final fou l'alemany Pascal Ackermann (Bora-Hansgrohe), que s'imposà a l'esprint a John Degenkolb (Trek-Segafredo) i Alexander Kristoff (Katusha-Alpecin).

## Equips
Vint-i-dos equips prendran part a la cursa: dotze WorldTeams i deu equips continentals professionals.
| WorldTeams (12)- AG2R La Mondiale - Astana - Bahrain-Merida - Bora-hansgrohe - CCC Team - EF Education First - Lotto Soudal - Dimension Data - Katusha-Alpecin - Team Sunweb - Trek-Segafredo - UAE Team Emirates Equips continentals professionals (10)- Cofidis, Solutions Crédits - Gazprom-RusVelo - Israel Cycling Academy - Neri Sottoli-Selle Italia-KTM - Roompot-Charles - Arkéa-Samsic - Sport Vlaanderen-Baloise - Wallonie Bruxelles - Wanty-Groupe Gobert - Total Direct Énergie |
| |

## Classificació final
| \| Classificació general \| Classificació general \| Classificació general \| Classificació general \| Classificació general \| \| Corredor \| Corredor \| Equip \| Temps \| \| \| --------------------- \| --------------------- \| ----------------------------- \| --------------------- \| --------------------- \| \| 1r \| Pascal Ackermann \| Bora-Hansgrohe \| 4h 23' 36" \| \| \| 2n \| John Degenkolb \| Trek-Segafredo \| + 0" \| \| \| 3r \| Alexander Kristoff \| UAE Team Emirates \| + 0" \| \| \| 4t \| Davide Cimolai \| Israel Cycling Academy \| + 0" \| \| \| 5è \| Hugo Hofstetter \| Cofidis, Solutions Crédits \| + 0" \| \| \| 6è \| Baptiste Planckaert \| Wallonie Bruxelles \| + 0" \| \| \| 7è \| Davide Gabburo \| Neri Sottoli-Selle Italia-KTM \| + 0" \| \| \| 8è \| Lawrence Naesen \| Lotto-Soudal \| + 0" \| \| \| 9è \| Marco Haller \| Katusha-Alpecin \| + 0" \| \| \| 10è \| Grega Bole \| Bahrain-Merida \| + 0" \| \| |                     |                               |            |
| |                     |                               |            |
| Font: ProCyclingStats |                     |                               |            |
| Classificació general |                     |                               |            |
| Corredor | Corredor            | Equip                         | Temps      |
| 1r | Pascal Ackermann    | Bora-Hansgrohe                | 4h 23' 36" |
| 2n | John Degenkolb      | Trek-Segafredo                | + 0"       |
| 3r | Alexander Kristoff  | UAE Team Emirates             | + 0"       |
| 4t | Davide Cimolai      | Israel Cycling Academy        | + 0"       |
| 5è | Hugo Hofstetter     | Cofidis, Solutions Crédits    | + 0"       |
| 6è | Baptiste Planckaert | Wallonie Bruxelles            | + 0"       |
| 7è | Davide Gabburo      | Neri Sottoli-Selle Italia-KTM | + 0"       |
| 8è | Lawrence Naesen     | Lotto-Soudal                  | + 0"       |
| 9è | Marco Haller        | Katusha-Alpecin               | + 0"       |
| 10è | Grega Bole          | Bahrain-Merida                | + 0"       |

## Llista de participants
| UAE Team Emirates UAD | UAE Team Emirates UAD      | UAE Team Emirates UAD |
| --------------------- | -------------------------- | --------------------- |
| Núm                   | Ciclista                   | Pos                   |
| 1                     | Alexander Kristoff (NOR)   | 3r                    |
| 2                     | Sven Erik Bystrøm (NOR)    | 24è                   |
| 3                     | Roberto Ferrari (ITA)      | DNF                   |
| 4                     | Vegard Stake Laengen (NOR) | 86è                   |
| 5                     | Rui Oliveira (POR)         | 85è                   |
| 6                     | Rory Sutherland (AUS)      | 93è                   |
| 7                     | Oliviero Troia (ITA)       | DNF                   |

| Team Sunweb SUN | Team Sunweb SUN         | Team Sunweb SUN |
| --------------- | ----------------------- | --------------- |
| Núm             | Ciclista                | Pos             |
| 11              | Michael Matthews (AUS)  | DNF             |
| 12              | Jan Bakelants (BEL)     | 27è             |
| 13              | Chris Hamilton (AUS)    | 60è             |
| 14              | Joris Nieuwenhuis (NED) | 20è             |
| 15              | Casper Pedersen (DEN)   | DNF             |
| 16              | Robert Power (AUS)      | DNF             |
| 18              | Roy Curvers (NED)       | DNF             |

| AG2R La Mondiale ALM | AG2R La Mondiale ALM         | AG2R La Mondiale ALM |
| -------------------- | ---------------------------- | -------------------- |
| Núm                  | Ciclista                     | Pos                  |
| 21                   | Oliver Naesen (BEL)          | 16è                  |
| 22                   | François Bidard (FRA)        | 87è                  |
| 23                   | Geoffrey Bouchard (FRA)      | 50è                  |
| 24                   | Ben Gastauer (LUX)           | 52è                  |
| 25                   | Quentin Jauregui (FRA)       | 17è                  |
| 26                   | Aurélien Paret-Peintre (FRA) | 59è                  |
| 27                   | Lawrence Warbasse (USA)      | 22è                  |

| Wanty-Gobert WGG | Wanty-Gobert WGG           | Wanty-Gobert WGG |
| ---------------- | -------------------------- | ---------------- |
| Núm              | Ciclista                   | Pos              |
| 31               | Jérôme Baugnies (BEL)      | 80è              |
| 32               | Fabien Doubey (FRA)        | 34è              |
| 33               | Marco Minnaard (NED)       | 46è              |
| 34               | Yoann Offredo (FRA)        | DNF              |
| 35               | Kévin Van Melsen (BEL)     | DNF              |
| 36               | Pieter Vanspeybrouck (BEL) | 67è              |
| 37               | Boris Vallée (BEL)         | DNF              |

| Bahrain-Merida TBM | Bahrain-Merida TBM      | Bahrain-Merida TBM |
| ------------------ | ----------------------- | ------------------ |
| Núm                | Ciclista                | Pos                |
| 41                 | Phil Bauhaus (GER)      | DNF                |
| 42                 | Grega Bole (SLO)        | 10è                |
| 43                 | Dylan Teuns (BEL)       | 70è                |
| 44                 | Heinrich Haussler (AUS) | 32è                |
| 45                 | Matej Mohorič (SLO)     | 11è                |
| 46                 | Marcel Sieberg (GER)    | 69è                |
| 48                 | Valerio Agnoli (ITA)    | 74è                |

| Bora-Hansgrohe BOH | Bora-Hansgrohe BOH        | Bora-Hansgrohe BOH |
| ------------------ | ------------------------- | ------------------ |
| Núm                | Ciclista                  | Pos                |
| 51                 | Pascal Ackermann (GER)    | 1r                 |
| 52                 | Cesare Benedetti (ITA)    | 77è                |
| 53                 | Patrick Konrad (AUT)      | 75è                |
| 54                 | Gregor Mühlberger (AUT)   | 82è                |
| 55                 | Andreas Schillinger (GER) | 38è                |
| 56                 | Michael Schwarzmann (GER) | DNF                |
| 57                 | Rüdiger Selig (GER)       | 40è                |

| Dimension Data TDD | Dimension Data TDD                | Dimension Data TDD |
| ------------------ | --------------------------------- | ------------------ |
| Núm                | Ciclista                          | Pos                |
| 61                 | Michael Valgren Andersen (DEN)    | 92è                |
| 62                 | Scott Davies (GBR)                | DNF                |
| 63                 | Amanuel Gebrezgabihier (ERI)      | 43è                |
| 64                 | Ryan Gibbons (RSA)                | 49è                |
| 65                 | Edvald Boasson Hagen (NOR)        | 14è                |
| 66                 | Reinardt Janse van Rensburg (RSA) | DNF                |
| 67                 | Julien Vermote (BEL)              | DNF                |

| Trek-Segafredo TFS | Trek-Segafredo TFS   | Trek-Segafredo TFS |
| ------------------ | -------------------- | ------------------ |
| Núm                | Ciclista             | Pos                |
| 71                 | John Degenkolb (GER) | 2n                 |
| 72                 | Nicola Conci (ITA)   | 65è                |
| 73                 | Koen de Kort (NED)   | DNF                |
| 74                 | Alex Frame (NZL)     | DNF                |
| 75                 | Michael Gogl (AUT)   | 76è                |
| 76                 | Alex Kirsch (LUX)    | DNF                |
| 77                 | Kiel Reijnen (USA)   | DNF                |

| Katusha-Alpecin TKA | Katusha-Alpecin TKA         | Katusha-Alpecin TKA |
| ------------------- | --------------------------- | ------------------- |
| Núm                 | Ciclista                    | Pos                 |
| 81                  | Nils Politt (GER)           | 30è                 |
| 82                  | Enrico Battaglin (ITA)      | 54è                 |
| 83                  | José Gonçalves Maciel (POR) | 84è                 |
| 84                  | Ruben Guerreiro (POR)       | 35è                 |
| 85                  | Marco Haller (AUT)          | 9è                  |
| 86                  | Reto Hollenstein (SUI)      | 64è                 |
| 87                  | Willie Smit (RSA)           | DNF                 |

| Astana AST | Astana AST                | Astana AST |
| ---------- | ------------------------- | ---------- |
| Núm        | Ciclista                  | Pos        |
| 91         | Magnus Cort Nielsen (DEN) | 18è        |
| 92         | Davide Ballerini (ITA)    | 90è        |
| 93         | Jandos Bijiguitov (KAZ)   | 39è        |
| 94         | Manuele Boaro (ITA)       | 61è        |
| 95         | Laurens De Vreese (BEL)   | DNF        |
| 96         | Ievgueni Guiditx (KAZ)    | 68è        |
| 97         | Artiom Zakhàrov (KAZ)     | DNF        |

| EF Education First EF1 | EF Education First EF1 | EF Education First EF1 |
| ---------------------- | ---------------------- | ---------------------- |
| Núm                    | Ciclista               | Pos                    |
| 101                    | Simon Clarke (AUS)     | 79è                    |
| 102                    | Sean Bennett (USA)     | 25è                    |
| 104                    | Moreno Hofland (NED)   | DNF                    |
| 105                    | Daniel McLay (GBR)     | DNF                    |
| 106                    | Logan Owen (USA)       | DNF                    |
| 107                    | James Whelan (AUS)     | 78è                    |
| 108                    | Sacha Modolo (ITA)     | DNF                    |

| Lotto-Soudal LTS | Lotto-Soudal LTS        | Lotto-Soudal LTS |
| ---------------- | ----------------------- | ---------------- |
| Núm              | Ciclista                | Pos              |
| 111              | Tomasz Marczyński (POL) | 73è              |
| 112              | Frederik Frison (BEL)   | DNF              |
| 113              | Adam Hansen (AUS)       | 81è              |
| 114              | Roger Kluge (GER)       | DNF              |
| 115              | Rémy Mertz (BEL)        | DNF              |
| 116              | Lawrence Naesen (BEL)   | 8è               |
| 117              | Enzo Wouters (BEL)      | DNF              |

| Arkéa-Samsic PCB | Arkéa-Samsic PCB        | Arkéa-Samsic PCB |
| ---------------- | ----------------------- | ---------------- |
| Núm              | Ciclista                | Pos              |
| 121              | André Greipel (GER)     | DNF              |
| 122              | Anthony Delaplace (FRA) | 28è              |
| 123              | Brice Feillu (FRA)      | 55è              |
| 124              | Romain Hardy (FRA)      | DNF              |
| 125              | Kévin Ledanois (FRA)    | 15è              |
| 126              | Jérémy Maison (FRA)     | DNF              |
| 127              | Florian Vachon (FRA)    | 88è              |

| CCC Team CPT | CCC Team CPT            | CCC Team CPT |
| ------------ | ----------------------- | ------------ |
| Núm          | Ciclista                | Pos          |
| 131          | Laurens ten Dam (NED)   | 56è          |
| 132          | Josef Černý (CZE)       | 13è          |
| 133          | Kamil Gradek (POL)      | 53è          |
| 134          | Jonas Koch (GER)        | DNF          |
| 135          | Szymon Sajnok (POL)     | DNF          |
| 136          | Gijs Van Hoecke (BEL)   | DNF          |
| 137          | Łukasz Wiśniowski (POL) | 57è          |

| Cofidis, Solutions Crédits COF | Cofidis, Solutions Crédits COF | Cofidis, Solutions Crédits COF |
| ------------------------------ | ------------------------------ | ------------------------------ |
| Núm                            | Ciclista                       | Pos                            |
| 141                            | Hugo Hofstetter (FRA)          | 5è                             |
| 142                            | Loïc Chetout (FRA)             | DNF                            |
| 143                            | Dimitri Claeys (BEL)           | 89è                            |
| 144                            | Marco Mathis (GER)             | DNF                            |
| 145                            | Geoffrey Soupe (FRA)           | 41è                            |
| 146                            | Damien Touzé (FRA)             | DNF                            |
| 147                            | Kenneth Vanbilsen (BEL)        | DNF                            |

| Israel Cycling Academy ICA | Israel Cycling Academy ICA | Israel Cycling Academy ICA |
| -------------------------- | -------------------------- | -------------------------- |
| Núm                        | Ciclista                   | Pos                        |
| 151                        | Davide Cimolai (ITA)       | 4t                         |
| 153                        | Roy Goldstein (ISR)        | DNF                        |
| 154                        | August Jensen (NOR)        | DNF                        |
| 155                        | Krists Neilands (LAT)      | 58è                        |
| 156                        | Kristian Sbaragli (ITA)    | 31è                        |
| 157                        | Tom Van Asbroeck (BEL)     | 47è                        |
| 158                        | Guillaume Boivin (CAN)     | 44è                        |

| Neri Sottoli-Selle Italia-KTM NSK | Neri Sottoli-Selle Italia-KTM NSK | Neri Sottoli-Selle Italia-KTM NSK |
| --------------------------------- | --------------------------------- | --------------------------------- |
| Núm                               | Ciclista                          | Pos                               |
| 162                               | Davide Gabburo (ITA)              | 7è                                |
| 163                               | Massimo Rosa (ITA)                | DNF                               |
| 164                               | Sebastian Schönberger (AUT)       | DNF                               |
| 165                               | Etienne van Empel (NED)           | 26è                               |
| 166                               | Simone Velasco (ITA)              | 12è                               |
| 167                               | Edoardo Zardini (ITA)             | 48è                               |
| 169                               | Lorenzo Fortunato (ITA)           | 42è                               |

| Total Direct Énergie TDE | Total Direct Énergie TDE | Total Direct Énergie TDE |
| ------------------------ | ------------------------ | ------------------------ |
| Núm                      | Ciclista                 | Pos                      |
| 171                      | Angélo Tulik (FRA)       | DNF                      |
| 172                      | Mathieu Burgaudeau (FRA) | 37è                      |
| 173                      | Romain Cardis (FRA)      | DNF                      |
| 174                      | Perrig Quéméneur (FRA)   | 72è                      |
| 175                      | Simon Sellier (FRA)      | DNF                      |
| 176                      | Rein Taaramäe (EST)      | 71è                      |

| Sport Vlaanderen-Baloise SVB | Sport Vlaanderen-Baloise SVB | Sport Vlaanderen-Baloise SVB |
| ---------------------------- | ---------------------------- | ---------------------------- |
| Núm                          | Ciclista                     | Pos                          |
| 181                          | Thomas Sprengers (BEL)       | 23è                          |
| 182                          | Kevin Deltombe (BEL)         | 21è                          |
| 183                          | Emiel Planckaert (BEL)       | DNF                          |
| 184                          | Mathias Van Gompel (BEL)     | DNF                          |
| 185                          | Aaron Van Poucke (BEL)       | DNF                          |
| 186                          | Aaron Verwilst (BEL)         | 36è                          |
| 187                          | Thimo Willems (BEL)          | DNF                          |

| Roompot-Charles ROC | Roompot-Charles ROC       | Roompot-Charles ROC |
| ------------------- | ------------------------- | ------------------- |
| Núm                 | Ciclista                  | Pos                 |
| 191                 | Pieter Weening (NED)      | 62è                 |
| 192                 | Mathias De Witte (BEL)    | 63è                 |
| 193                 | Arjen Livyns (BEL)        | 29è                 |
| 194                 | Elmar Reinders (NED)      | DNF                 |
| 195                 | Oscar Riesebeek (NED)     | 33è                 |
| 196                 | Justin Timmermans (NED)   | DNF                 |
| 197                 | Sjoerd van Ginneken (NED) | DNF                 |

| Gazprom-RusVelo GAZ | Gazprom-RusVelo GAZ    | Gazprom-RusVelo GAZ |
| ------------------- | ---------------------- | ------------------- |
| Núm                 | Ciclista               | Pos                 |
| 201                 | Ievgueni Xalunov (RUS) | 91è                 |
| 202                 | Evgeny Kobernyak (RUS) | DNF                 |
| 203                 | Stepan Kurianov (RUS)  | DNF                 |
| 204                 | Artiom Nitx (RUS)      | 51è                 |
| 205                 | Ivan Rovni (RUS)       | 66è                 |
| 206                 | Serguei Xílov (RUS)    | 19è                 |
| 207                 | Anton Vorobiov (RUS)   | DNF                 |

| Wallonie Bruxelles WVA | Wallonie Bruxelles WVA    | Wallonie Bruxelles WVA |
| ---------------------- | ------------------------- | ---------------------- |
| Núm                    | Ciclista                  | Pos                    |
| 211                    | Justin Jules (FRA)        | DNF                    |
| 212                    | Kevyn Ista (BEL)          | DNF                    |
| 213                    | Eliot Lietaer (BEL)       | 45è                    |
| 214                    | Kenny Molly (BEL)         | DNF                    |
| 215                    | Dimitri Peyskens (BEL)    | 83è                    |
| 216                    | Baptiste Planckaert (BEL) | 6è                     |
| 217                    | Mathijs Paasschens (NED)  | DNF                    |

| UAE Team Emirates UAD | UAE Team Emirates UAD      | UAE Team Emirates UAD |
| --------------------- | -------------------------- | --------------------- |
| Núm                   | Ciclista                   | Pos                   |
| 1                     | Alexander Kristoff (NOR)   | 3r                    |
| 2                     | Sven Erik Bystrøm (NOR)    | 24è                   |
| 3                     | Roberto Ferrari (ITA)      | DNF                   |
| 4                     | Vegard Stake Laengen (NOR) | 86è                   |
| 5                     | Rui Oliveira (POR)         | 85è                   |
| 6                     | Rory Sutherland (AUS)      | 93è                   |
| 7                     | Oliviero Troia (ITA)       | DNF                   |

| Team Sunweb SUN | Team Sunweb SUN         | Team Sunweb SUN |
| --------------- | ----------------------- | --------------- |
| Núm             | Ciclista                | Pos             |
| 11              | Michael Matthews (AUS)  | DNF             |
| 12              | Jan Bakelants (BEL)     | 27è             |
| 13              | Chris Hamilton (AUS)    | 60è             |
| 14              | Joris Nieuwenhuis (NED) | 20è             |
| 15              | Casper Pedersen (DEN)   | DNF             |
| 16              | Robert Power (AUS)      | DNF             |
| 18              | Roy Curvers (NED)       | DNF             |

| AG2R La Mondiale ALM | AG2R La Mondiale ALM         | AG2R La Mondiale ALM |
| -------------------- | ---------------------------- | -------------------- |
| Núm                  | Ciclista                     | Pos                  |
| 21                   | Oliver Naesen (BEL)          | 16è                  |
| 22                   | François Bidard (FRA)        | 87è                  |
| 23                   | Geoffrey Bouchard (FRA)      | 50è                  |
| 24                   | Ben Gastauer (LUX)           | 52è                  |
| 25                   | Quentin Jauregui (FRA)       | 17è                  |
| 26                   | Aurélien Paret-Peintre (FRA) | 59è                  |
| 27                   | Lawrence Warbasse (USA)      | 22è                  |

| Wanty-Gobert WGG | Wanty-Gobert WGG           | Wanty-Gobert WGG |
| ---------------- | -------------------------- | ---------------- |
| Núm              | Ciclista                   | Pos              |
| 31               | Jérôme Baugnies (BEL)      | 80è              |
| 32               | Fabien Doubey (FRA)        | 34è              |
| 33               | Marco Minnaard (NED)       | 46è              |
| 34               | Yoann Offredo (FRA)        | DNF              |
| 35               | Kévin Van Melsen (BEL)     | DNF              |
| 36               | Pieter Vanspeybrouck (BEL) | 67è              |
| 37               | Boris Vallée (BEL)         | DNF              |

| Bahrain-Merida TBM | Bahrain-Merida TBM      | Bahrain-Merida TBM |
| ------------------ | ----------------------- | ------------------ |
| Núm                | Ciclista                | Pos                |
| 41                 | Phil Bauhaus (GER)      | DNF                |
| 42                 | Grega Bole (SLO)        | 10è                |
| 43                 | Dylan Teuns (BEL)       | 70è                |
| 44                 | Heinrich Haussler (AUS) | 32è                |
| 45                 | Matej Mohorič (SLO)     | 11è                |
| 46                 | Marcel Sieberg (GER)    | 69è                |
| 48                 | Valerio Agnoli (ITA)    | 74è                |

| Bora-Hansgrohe BOH | Bora-Hansgrohe BOH        | Bora-Hansgrohe BOH |
| ------------------ | ------------------------- | ------------------ |
| Núm                | Ciclista                  | Pos                |
| 51                 | Pascal Ackermann (GER)    | 1r                 |
| 52                 | Cesare Benedetti (ITA)    | 77è                |
| 53                 | Patrick Konrad (AUT)      | 75è                |
| 54                 | Gregor Mühlberger (AUT)   | 82è                |
| 55                 | Andreas Schillinger (GER) | 38è                |
| 56                 | Michael Schwarzmann (GER) | DNF                |
| 57                 | Rüdiger Selig (GER)       | 40è                |

| Dimension Data TDD | Dimension Data TDD                | Dimension Data TDD |
| ------------------ | --------------------------------- | ------------------ |
| Núm                | Ciclista                          | Pos                |
| 61                 | Michael Valgren Andersen (DEN)    | 92è                |
| 62                 | Scott Davies (GBR)                | DNF                |
| 63                 | Amanuel Gebrezgabihier (ERI)      | 43è                |
| 64                 | Ryan Gibbons (RSA)                | 49è                |
| 65                 | Edvald Boasson Hagen (NOR)        | 14è                |
| 66                 | Reinardt Janse van Rensburg (RSA) | DNF                |
| 67                 | Julien Vermote (BEL)              | DNF                |

| Trek-Segafredo TFS | Trek-Segafredo TFS   | Trek-Segafredo TFS |
| ------------------ | -------------------- | ------------------ |
| Núm                | Ciclista             | Pos                |
| 71                 | John Degenkolb (GER) | 2n                 |
| 72                 | Nicola Conci (ITA)   | 65è                |
| 73                 | Koen de Kort (NED)   | DNF                |
| 74                 | Alex Frame (NZL)     | DNF                |
| 75                 | Michael Gogl (AUT)   | 76è                |
| 76                 | Alex Kirsch (LUX)    | DNF                |
| 77                 | Kiel Reijnen (USA)   | DNF                |

| Katusha-Alpecin TKA | Katusha-Alpecin TKA         | Katusha-Alpecin TKA |
| ------------------- | --------------------------- | ------------------- |
| Núm                 | Ciclista                    | Pos                 |
| 81                  | Nils Politt (GER)           | 30è                 |
| 82                  | Enrico Battaglin (ITA)      | 54è                 |
| 83                  | José Gonçalves Maciel (POR) | 84è                 |
| 84                  | Ruben Guerreiro (POR)       | 35è                 |
| 85                  | Marco Haller (AUT)          | 9è                  |
| 86                  | Reto Hollenstein (SUI)      | 64è                 |
| 87                  | Willie Smit (RSA)           | DNF                 |

| Astana AST | Astana AST                | Astana AST |
| ---------- | ------------------------- | ---------- |
| Núm        | Ciclista                  | Pos        |
| 91         | Magnus Cort Nielsen (DEN) | 18è        |
| 92         | Davide Ballerini (ITA)    | 90è        |
| 93         | Jandos Bijiguitov (KAZ)   | 39è        |
| 94         | Manuele Boaro (ITA)       | 61è        |
| 95         | Laurens De Vreese (BEL)   | DNF        |
| 96         | Ievgueni Guiditx (KAZ)    | 68è        |
| 97         | Artiom Zakhàrov (KAZ)     | DNF        |

| EF Education First EF1 | EF Education First EF1 | EF Education First EF1 |
| ---------------------- | ---------------------- | ---------------------- |
| Núm                    | Ciclista               | Pos                    |
| 101                    | Simon Clarke (AUS)     | 79è                    |
| 102                    | Sean Bennett (USA)     | 25è                    |
| 104                    | Moreno Hofland (NED)   | DNF                    |
| 105                    | Daniel McLay (GBR)     | DNF                    |
| 106                    | Logan Owen (USA)       | DNF                    |
| 107                    | James Whelan (AUS)     | 78è                    |
| 108                    | Sacha Modolo (ITA)     | DNF                    |

| Lotto-Soudal LTS | Lotto-Soudal LTS        | Lotto-Soudal LTS |
| ---------------- | ----------------------- | ---------------- |
| Núm              | Ciclista                | Pos              |
| 111              | Tomasz Marczyński (POL) | 73è              |
| 112              | Frederik Frison (BEL)   | DNF              |
| 113              | Adam Hansen (AUS)       | 81è              |
| 114              | Roger Kluge (GER)       | DNF              |
| 115              | Rémy Mertz (BEL)        | DNF              |
| 116              | Lawrence Naesen (BEL)   | 8è               |
| 117              | Enzo Wouters (BEL)      | DNF              |

| Arkéa-Samsic PCB | Arkéa-Samsic PCB        | Arkéa-Samsic PCB |
| ---------------- | ----------------------- | ---------------- |
| Núm              | Ciclista                | Pos              |
| 121              | André Greipel (GER)     | DNF              |
| 122              | Anthony Delaplace (FRA) | 28è              |
| 123              | Brice Feillu (FRA)      | 55è              |
| 124              | Romain Hardy (FRA)      | DNF              |
| 125              | Kévin Ledanois (FRA)    | 15è              |
| 126              | Jérémy Maison (FRA)     | DNF              |
| 127              | Florian Vachon (FRA)    | 88è              |

| CCC Team CPT | CCC Team CPT            | CCC Team CPT |
| ------------ | ----------------------- | ------------ |
| Núm          | Ciclista                | Pos          |
| 131          | Laurens ten Dam (NED)   | 56è          |
| 132          | Josef Černý (CZE)       | 13è          |
| 133          | Kamil Gradek (POL)      | 53è          |
| 134          | Jonas Koch (GER)        | DNF          |
| 135          | Szymon Sajnok (POL)     | DNF          |
| 136          | Gijs Van Hoecke (BEL)   | DNF          |
| 137          | Łukasz Wiśniowski (POL) | 57è          |

| Cofidis, Solutions Crédits COF | Cofidis, Solutions Crédits COF | Cofidis, Solutions Crédits COF |
| ------------------------------ | ------------------------------ | ------------------------------ |
| Núm                            | Ciclista                       | Pos                            |
| 141                            | Hugo Hofstetter (FRA)          | 5è                             |
| 142                            | Loïc Chetout (FRA)             | DNF                            |
| 143                            | Dimitri Claeys (BEL)           | 89è                            |
| 144                            | Marco Mathis (GER)             | DNF                            |
| 145                            | Geoffrey Soupe (FRA)           | 41è                            |
| 146                            | Damien Touzé (FRA)             | DNF                            |
| 147                            | Kenneth Vanbilsen (BEL)        | DNF                            |

| Israel Cycling Academy ICA | Israel Cycling Academy ICA | Israel Cycling Academy ICA |
| -------------------------- | -------------------------- | -------------------------- |
| Núm                        | Ciclista                   | Pos                        |
| 151                        | Davide Cimolai (ITA)       | 4t                         |
| 153                        | Roy Goldstein (ISR)        | DNF                        |
| 154                        | August Jensen (NOR)        | DNF                        |
| 155                        | Krists Neilands (LAT)      | 58è                        |
| 156                        | Kristian Sbaragli (ITA)    | 31è                        |
| 157                        | Tom Van Asbroeck (BEL)     | 47è                        |
| 158                        | Guillaume Boivin (CAN)     | 44è                        |

| Neri Sottoli-Selle Italia-KTM NSK | Neri Sottoli-Selle Italia-KTM NSK | Neri Sottoli-Selle Italia-KTM NSK |
| --------------------------------- | --------------------------------- | --------------------------------- |
| Núm                               | Ciclista                          | Pos                               |
| 162                               | Davide Gabburo (ITA)              | 7è                                |
| 163                               | Massimo Rosa (ITA)                | DNF                               |
| 164                               | Sebastian Schönberger (AUT)       | DNF                               |
| 165                               | Etienne van Empel (NED)           | 26è                               |
| 166                               | Simone Velasco (ITA)              | 12è                               |
| 167                               | Edoardo Zardini (ITA)             | 48è                               |
| 169                               | Lorenzo Fortunato (ITA)           | 42è                               |

| Total Direct Énergie TDE | Total Direct Énergie TDE | Total Direct Énergie TDE |
| ------------------------ | ------------------------ | ------------------------ |
| Núm                      | Ciclista                 | Pos                      |
| 171                      | Angélo Tulik (FRA)       | DNF                      |
| 172                      | Mathieu Burgaudeau (FRA) | 37è                      |
| 173                      | Romain Cardis (FRA)      | DNF                      |
| 174                      | Perrig Quéméneur (FRA)   | 72è                      |
| 175                      | Simon Sellier (FRA)      | DNF                      |
| 176                      | Rein Taaramäe (EST)      | 71è                      |

| Sport Vlaanderen-Baloise SVB | Sport Vlaanderen-Baloise SVB | Sport Vlaanderen-Baloise SVB |
| ---------------------------- | ---------------------------- | ---------------------------- |
| Núm                          | Ciclista                     | Pos                          |
| 181                          | Thomas Sprengers (BEL)       | 23è                          |
| 182                          | Kevin Deltombe (BEL)         | 21è                          |
| 183                          | Emiel Planckaert (BEL)       | DNF                          |
| 184                          | Mathias Van Gompel (BEL)     | DNF                          |
| 185                          | Aaron Van Poucke (BEL)       | DNF                          |
| 186                          | Aaron Verwilst (BEL)         | 36è                          |
| 187                          | Thimo Willems (BEL)          | DNF                          |

| Roompot-Charles ROC | Roompot-Charles ROC       | Roompot-Charles ROC |
| ------------------- | ------------------------- | ------------------- |
| Núm                 | Ciclista                  | Pos                 |
| 191                 | Pieter Weening (NED)      | 62è                 |
| 192                 | Mathias De Witte (BEL)    | 63è                 |
| 193                 | Arjen Livyns (BEL)        | 29è                 |
| 194                 | Elmar Reinders (NED)      | DNF                 |
| 195                 | Oscar Riesebeek (NED)     | 33è                 |
| 196                 | Justin Timmermans (NED)   | DNF                 |
| 197                 | Sjoerd van Ginneken (NED) | DNF                 |

| Gazprom-RusVelo GAZ | Gazprom-RusVelo GAZ    | Gazprom-RusVelo GAZ |
| ------------------- | ---------------------- | ------------------- |
| Núm                 | Ciclista               | Pos                 |
| 201                 | Ievgueni Xalunov (RUS) | 91è                 |
| 202                 | Evgeny Kobernyak (RUS) | DNF                 |
| 203                 | Stepan Kurianov (RUS)  | DNF                 |
| 204                 | Artiom Nitx (RUS)      | 51è                 |
| 205                 | Ivan Rovni (RUS)       | 66è                 |
| 206                 | Serguei Xílov (RUS)    | 19è                 |
| 207                 | Anton Vorobiov (RUS)   | DNF                 |

| Wallonie Bruxelles WVA | Wallonie Bruxelles WVA    | Wallonie Bruxelles WVA |
| ---------------------- | ------------------------- | ---------------------- |
| Núm                    | Ciclista                  | Pos                    |
| 211                    | Justin Jules (FRA)        | DNF                    |
| 212                    | Kevyn Ista (BEL)          | DNF                    |
| 213                    | Eliot Lietaer (BEL)       | 45è                    |
| 214                    | Kenny Molly (BEL)         | DNF                    |
| 215                    | Dimitri Peyskens (BEL)    | 83è                    |
| 216                    | Baptiste Planckaert (BEL) | 6è                     |
| 217                    | Mathijs Paasschens (NED)  | DNF                    |